# Либерия на летних Олимпийских играх 2016
Либерия на летних Олимпийских играх 2016 года была представлена двумя спортсменами в лёгкой атлетике. Либерия, вместе ещё с 8 странами, имела одну из самых малочисленных делегаций на Играх. Меньше спортсменов будет только у сборной Тувалу, которая будет представлена 1 атлетом. Знаменосцем сборной Либерии, как на церемонии открытия Игр, так и на церемонии закрытия стал бронзовый призёр чемпионата Африки 2016 года в беге на 200 метров легкоатлет Эммануэль Матади. По итогам соревнований сборная Либерии, выступавшая на своих двенадцатых летних Олимпийских играх, вновь осталась без медалей.

## Состав сборной
Лёгкая атлетика
1. Эммануэль Маттади
2. Марьям Крома

## Результаты соревнований

### Лёгкая атлетика
Мужчины
Беговые дисциплины
| Дисциплина        | Спортсмен         | Предварительный раунд | Предварительный раунд | Предварительный раунд | Четвертьфиналы | Четвертьфиналы | Четвертьфиналы | Полуфиналы | Полуфиналы | Полуфиналы | Финал | Финал |
| Дисциплина        | Спортсмен         | Забег                 | Время                 | Место                 | Забег          | Время          | Место          | Забег      | Время      | Место      | Время | Место |
| ----------------- | ----------------- | --------------------- | --------------------- | --------------------- | -------------- | -------------- | -------------- | ---------- | ---------- | ---------- | ----- | ----- |
| бег на 100 метров | Эммануэль Маттади |                       |                       |                       |                |                |                |            |            |            |       |       |
| бег на 200 метров | Эммануэль Маттади |                       |                       |                       |                |                |                |            |            |            |       |       |

Женщины
Беговые дисциплины
| Дисциплина        | Спортсмен    | Предварительный раунд | Предварительный раунд | Предварительный раунд | Четвертьфиналы | Четвертьфиналы | Четвертьфиналы | Полуфиналы | Полуфиналы | Полуфиналы | Финал | Финал |
| Дисциплина        | Спортсмен    | Забег                 | Время                 | Место                 | Забег          | Время          | Место          | Забег      | Время      | Место      | Время | Место |
| ----------------- | ------------ | --------------------- | --------------------- | --------------------- | -------------- | -------------- | -------------- | ---------- | ---------- | ---------- | ----- | ----- |
| бег на 400 метров | Марьям Крома |                       |                       |                       | Не проводится  | Не проводится  | Не проводится  |            |            |            |       |       |